# سرزمین اوتس
سرزمین اوتس بخش گُوه مانند جنوبگان خاوری است که در امتداد و درون ساحل اوتس کشیده شده است. بخشی از قلمرو جنوبگان استرالیا در جنوبگان بین ۱۵۳ درجه و ۴۵ دقیقه خاوری و ۱۶۰ درجه خاوری قرار دارد و گوه‌ای بین ۶۰ درجه جنوبی و قطب جنوب می‌سازد. در خاور سرزمین اوتس، قلمرو وابسته راس قرار دارد و در بخش باختری با سرزمین جرج پنجم همپوشانی دارد.

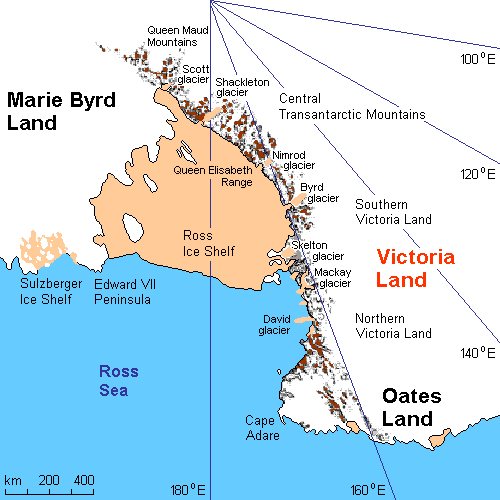
نقشه سرزمین اوتس